# Viacheslav Krasilnikov
Viacheslav Borisovich Krasilnikov (28 de abril de 1991) é um jogador de vôlei de praia russo medalhista de prata nos Jogos Olímpicos de Verão de 2020.

## Carreira
Viacheslav Krasilnikov representou, ao lado de Konstantin Semenov, seu país nos Jogos Olímpicos de Verão. Nos Jogos Olímpicos de Verão de 2016, terminou em quarto lugar, perdendo a medalha de bronze para a dupla holandesa Robert Meeuwsen e Alexander Brouwer. Nos Jogos Olímpicos de Verão de 2020 conquistou a medalha de prata após perder a final para a dupla norueguesa Mol e Sørum.